# Oisy (Aisne)
Oisy è un comune francese di 424 abitanti situato nel dipartimento dell'Aisne della regione dell'Alta Francia.

## Società

### Evoluzione demografica
Abitanti censiti